# Ielena Andreiuk
Ielena Valentínovna Andreiuk (rus: Елена Валентиновна Андреюк) (23 de novembre de 1958, Tula) és una exjugadora de voleibol de Rússia. Va ser internacional amb la Selecció femenina de voleibol de la Unió Soviètica. Va competir en els Jocs Olímpics d'Estiu de 1980 a Moscou en els quals va guanyar la medalla d'or i va jugar dos partits.